# HK Rjasan
Der HK Rjasan (russisch ХК Рязань) ist ein 1955 gegründeter Eishockeyklub der russischen Stadt Rjasan. Die Mannschaft spielt in der zweitklassigen Wysschaja Hockey-Liga.

## Geschichte
Der Verein wurde 1955 als Komanda Rjasani gegründet. Anfangs spielte das Team in den unterklassigen sowjetischen Ligen. In der Saison 1969/70 gelang der Aufstieg in die drittklassige Wtoraja Liga. Durch die Erfolge in der Vorrunde versuchte die Mannschaft 1979, 1985 und 1988 durch die Aufstiegsrunde in zweitklassige Liga aufzusteigen, scheiterte aber. 
Nach dem Zerfall der Sowjetunion war der HK Rjasan lange Zeit in der zweitklassigen Wysschaja Liga beheimatet, 2010 wurde er in deren Nachfolgeliga Wysschaja Hockey-Liga aufgenommen.
HK Rjasan fungiert als Farmteam des KHL-Teilnehmers Lokomotive Jaroslawl.

## Bekannte ehemalige Spieler
- Alexander Charitonow